# Socket 479

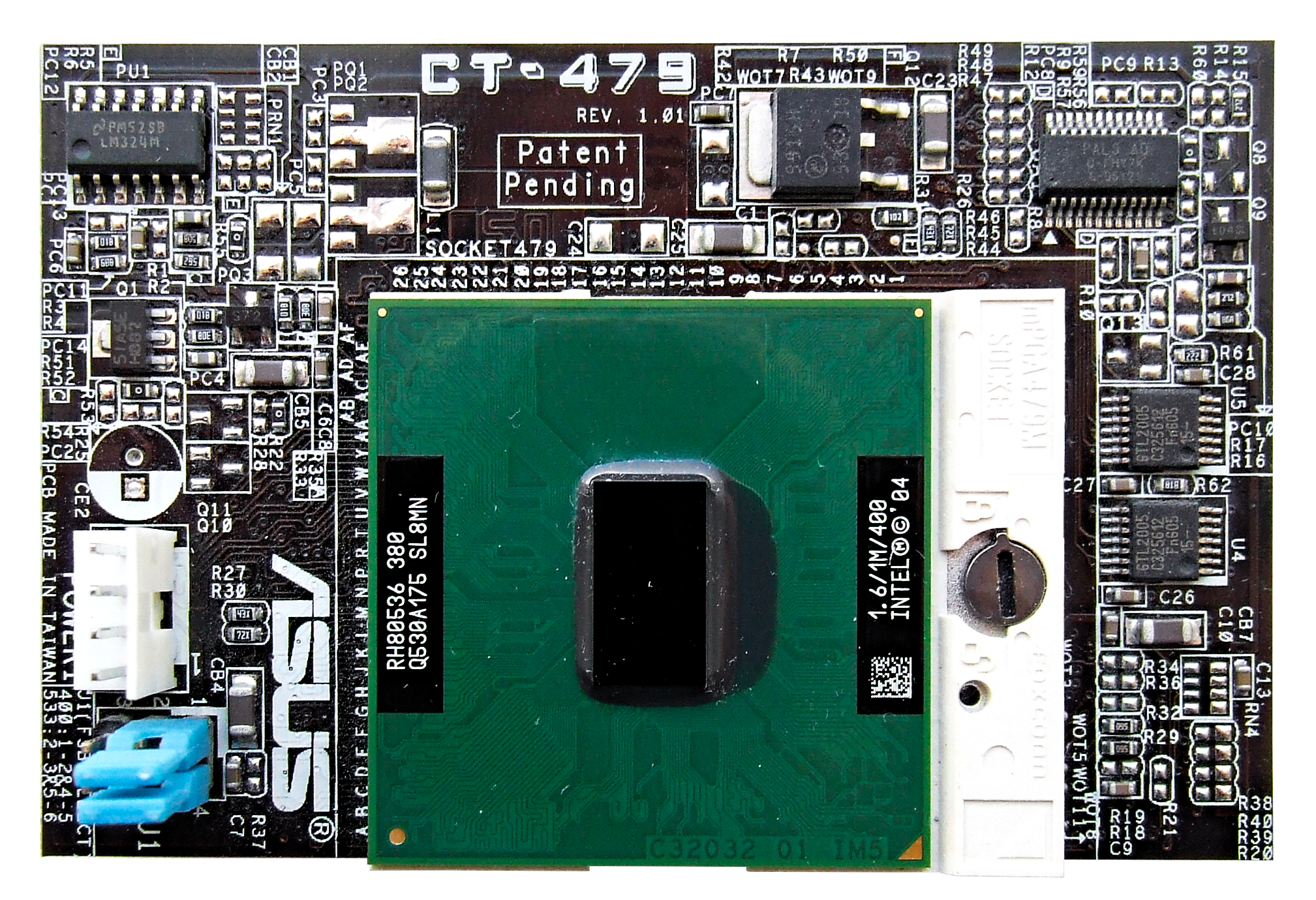
Adaptador Asus CT-479

El Socket 479 es el zócalo de CPU para el microprocesador Intel Pentium M, un procesador orientado a dispositivos móviles como portátiles y notebooks, descendiente del Pentium III Tualatin-M. Los nombres oficiales de Intel son µFCPGA y µPGA479M. A pesar de los 479 pines, los Pentium M para este socket usan sólo 478 Pines.
Existen múltiples familias de procesadores eléctricamente incompatibles, pero mecánicamente compatibles que están disponibles en empaquetado PGA utilizando este zócalo o variantes del mismo:
- Socket 478 para Pentium 4 y Celeron de sobremesa
- Socket 479 para Pentium III-M (lanzado en 2001);
- Socket 479 para Pentium M y Celeron M 3xx (es la versión más común del zócalo, y fue lanzado en 2003)
- Socket M para procesadores Intel Core, Core 2 y Celeron M 4xx y 5xx
- Socket P para procesadores Core 2.

Incluso las especificaciones de CPU de Intel no parecen ser lo suficientemente claras en la distinción y en su lugar utilizan los diseños PGA478 o PPGA478 para más de 1 de los zócalo anteriores.
Añadiendo tal vez aún más confusión, algunos de los CPUs basadas en PGA anteriormente también están disponibles en un encapsulado BGA (o más precisamente, μBGA o incluso μFCBGA) que tiene todos los 479 contactos (bolas) pobladas. Para estas variantes de la CPU, las especificaciones de CPU de Intel utilizan las designaciones BGA479, PBGA479 o H-PBGA479. Cabe sin embargo señalar que estas designaciones denotan más bien el propio encapsulado de CPU y no el zócalo, que las variantes BGA no utilizan en absoluto (que están destinados a ser directamente soldados en la placa madre, por ejemplo, en un sistema embebido). Los homólogos no-BGA de estas CPUs utilizan una cualquiera de las tomas antes mencionados, no sólo el zócalo 479.

## Especificaciones técnicas

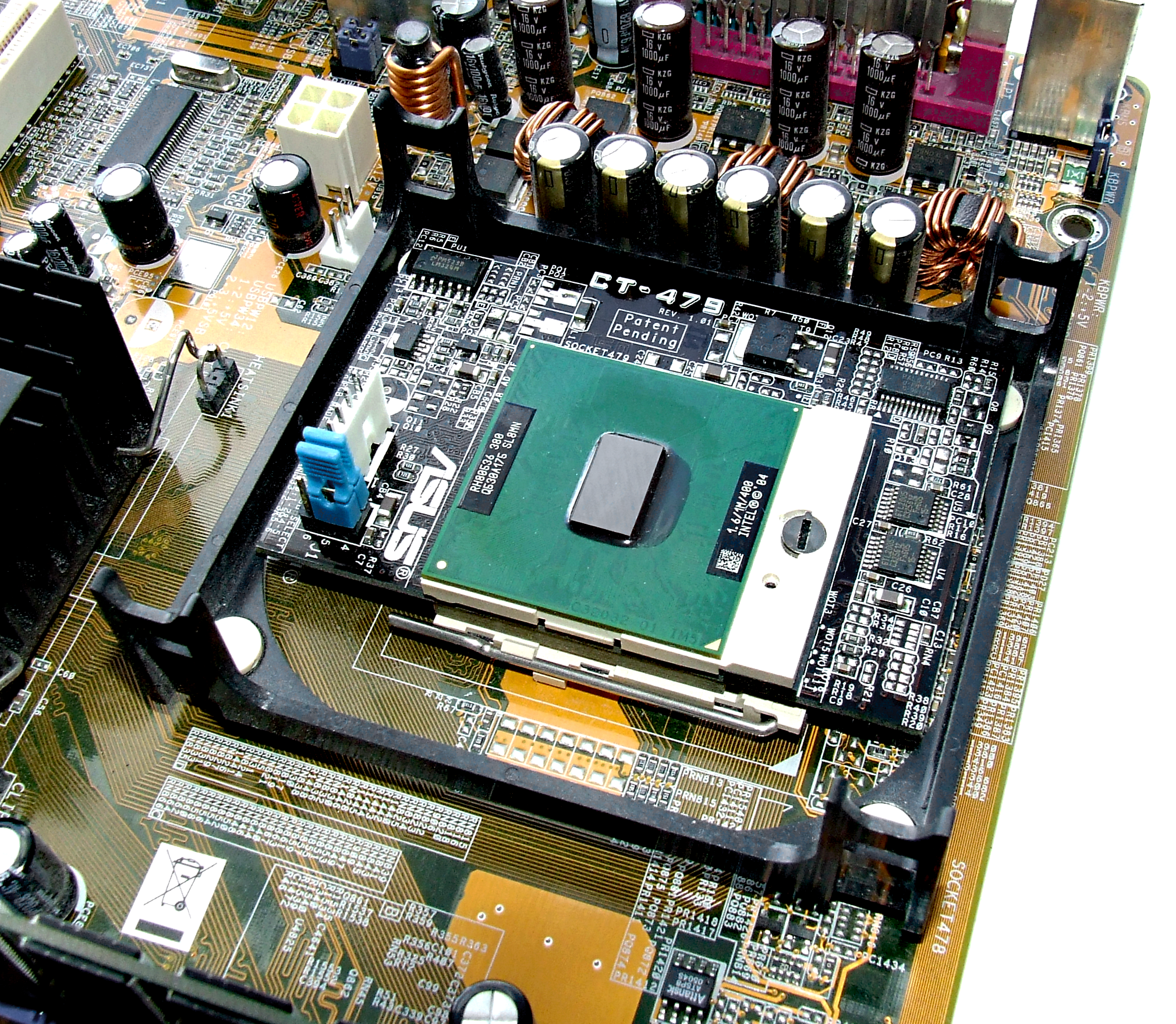
Adaptador ASUS CT-479 conectado a una placa base ASUS P4GPL-X (socket 478, i915PL + ICH6).

Socket 479 tiene 479 orificios. Los procesadores Pentium M en encapsulado PGA tienen 479 pines que se conectan a este conector de fuerza de inserción cero. Sólo 478 pines están conectados eléctricamente (el B2 está reservado y "depopulated on the Micro-FCPGA package").
Aunque eléctrica y mecánicamente similares, el Socket 478 tiene un pin menos, lo que hace imposible usar un Pentium M en una placa madre con socket 478. Por esta razón ASUS (y otros) fábrica una placa conversora, la CT-479, que permite usar procesadores con socket 479 en una parte de las placas de Asus con socket 478.
Actualmente los únicos chipsets para el Pentium M son el Intel 855GM/GME, Intel 915GM e Intel 6300ESB. Mientras que el Intel 855GME soporta todas las CPUs Pentium M, el Intel 855GM no soporta la caché de nivel 2 (2 MB y 90nm) de los núcleos Dothan (a pesar de que funciona, sólo funciona en 400FSB, alguna tercera parte/usuario era capaz de overclock el FSB en 855GM/GME/PM para soportar el Dothan Core  533FSB). La otra diferencia es que en los chipset 855GM el núcleo de gráficos funciona a 200 MHz mientras que en el 855GME  funciona a 250 MHz.
En 2006, Intel lanzó el sucesor del Socket 479 con un pinout revisado para sus procesadores Intel Core, llamado Socket M. Este zócalo tiene la colocación de un pin cambiado de la versión de Socket 479 para Pentium M. Procesadores con Socket M caben físicamente en un zócalo 479, pero son incompatibles eléctricamente con la mayoría de las versiones del zócalo. El Socket M soporta un FSB a 667 MT/s con el chipset Intel 945PM/Intel 945GM.